# Президентские выборы в Приднестровской Молдавской Республике (2011)
Выборы президента Приднестровской Молдавской Республики в 2011 году состоялись 11 декабря (первый тур) и 25 декабря (второй тур). Это пятые выборы президента Приднестровья и первые, в которых понадобился второй тур, а также не избирался вице-президент, пост которого был упразднен.
В выборах участвовали шесть кандидатов. Явка в первом туре составила, по данным ЦИК, 58,88 %, во втором туре — 52,46 %.

## Зарегистрированные кандидаты
| №  | Кандидат           | Возраст | Должность                                                     | Субъект выдвижения                                                         | Дата регистрации     | Участие в предыдущих выборах Президента                                                                           |
| -- | ------------------ | ------- | ------------------------------------------------------------- | -------------------------------------------------------------------------- | -------------------- | --- |
| 1. | Игорь Смирнов      | 70 лет  | Действующий президент                                         | Независимый кандидат, поддержан движением «Народный союз»                  | 11 ноября 2011 год   | 1991 год — 52,4 % (1 место) 1996 год — 71,94 % (1 место) 2001 год — 81,85 % (1 место) 2006 год — 82,4 % (1 место) |
| 2. | Евгений Шевчук     | 43 года | Депутат Верховного Совета, экс-спикер парламента              | Независимый кандидат, поддержан движением «Возрождение Приднестровья»      | 7 октября 2011 года  | не участвовал |
| 3. | Анатолий Каминский | 61 год  | Председатель Верховного Совета ПМР, лидер партии «Обновление» | «Обновление»                                                               | 26 октября 2011 года | не участвовал |
| 4. | Олег Хоржан        | 35 лет  | Депутат Верховного Совета лидер ПКП                           | Независимый кандидат, поддержан «Приднестровской коммунистической партией» | 2 ноября 2011 года   | не участвовал |
| 5. | Дмитрий Соин       | 42 года | Депутат Верховного Совета лидер партии «Прорыв»               | Независимый кандидат, поддержан партией «Прорыв»                           | 19 ноября 2011 года  | не участвовал |
| 6. | Андрей Сафонов     | 47 лет  | Редактор газеты «Новая газета»                                | Независимый кандидат, самовыдвижение                                       | 26 ноября 2011 года  | 2006 год — 3,9 % (3 место)                                                                                        |

### Прогнозы
| Конкуренты         | Должность             | ИАЦ «SOCIUM» | «Вымпел» | ИАЦ «SOCIUM» |
| ------------------ | --------------------- | ------------ | -------- | ------------ |
| Игорь Смирнов      | Действующий президент | 20,4 %       | 19,1 %   | 20,9 %       |
| Евгений Шевчук     | Депутат парламента    | 33,1 %       | 16,4 %   | 26,5 %       |
| Анатолий Каминский | Спикер парламента     | 11,9 %       | 36,7 %   | 27,6 %       |
| Олег Хоржан        | Депутат парламента    | 8,4 %        | 0,5 %    | 10,5 %       |
| Дмитрий Соин       | Депутат парламента    | 1,5 %        | 0,5 %    | 3,3 %        |
| Андрей Сафонов     | Депутат парламента    | -            | 0,2 %    | -            |
| Против всех        | —                     | -            | 5,9 %    | 10,2 %       |

## Экзит-поллы

### Первый тур
| Кандидаты          | ИА «Вектор» | ИАЦ «SOCIUM» |
| ------------------ | ----------- | ------------ |
| Игорь Смирнов      | 47,38%      | 22,90%       |
| Евгений Шевчук     | 23,21%      | 39,70%       |
| Анатолий Каминский | 22,06%      | 28,40%       |
| Олег Хоржан        | 4,80%       | 4,40%        |
| Андрей Сафонов     | 1,27%       | 0,80%        |
| Дмитрий Соин       | 0,70%       | 0,60%        |
| Против всех        | 0,58%       | 3,20%        |

Экзит-поллы проводило информационное агентство «Вектор», принадлежащее «Народному союзу».

### Второй тур
| Кандидаты          | ИАЦ «SOCIUM» |
| ------------------ | ------------ |
| Евгений Шевчук     | 73,40%       |
| Анатолий Каминский | 22,61%       |
| Против всех        | 3,99%        |

## Результаты

### Первый тур
Первый тур выборов состоялся 11 декабря 2011 года. Выборы признаются действительными, если право голоса выскажут более 50 % избирателей, включённых в избирательные списки.
| Расположение в избирательном бюллетене | Имя кандидата          | Количество проголосовавших | В % от общего числа |
| -------------------------------------- | ---------------------- | -------------------------- | ------------------- |
| 1.                                     | Анатолий Каминский     | 65 330                     | 26,48 %             |
| 2.                                     | Андрей Сафонов         | 1 303                      | 0,53 %              |
| 3.                                     | Игорь Смирнов          | 61 248                     | 24,82 %             |
| 4.                                     | Дмитрий Соин           | 1 441                      | 0,58 %              |
| 5.                                     | Олег Хоржан            | 12 646                     | 5,13 %              |
| 6.                                     | Евгений Шевчук         | 95 765                     | 38,53 %             |
| 7.                                     | Против всех кандидатов | 4 667                      | .                   |
| Испорченных                            | Испорченных            | 202                        | ?                   |
| Всего (явка 58,88 %)                   | Всего (явка 58,88 %)   | 248 386                    | 100,00 %            |

По сообщению представителя ЦИК В. Чухненко, ЦИК получил жалобу доверенного лица И. Смирнова о признании выборов недействительными. По мнению членов Центральной избирательной комиссии, оснований для удовлетворения жалоб и отмены итогов голосования не выявлено.

### Второй тур
Второй тур выборов состоялся 25 декабря 2011 года.
| Расположение в избирательном бюллетене | Имя кандидата          | Количество проголосовавших | В % от общего числа |
| -------------------------------------- | ---------------------- | -------------------------- | ------------------- |
| 1.                                     | Анатолий Каминский     | 44 071                     | 19,6 %              |
| 2.                                     | Евгений Шевчук         | 165 502                    | 73,88 %             |
| 3.                                     | Против всех кандидатов | 9 977                      | 4,45 %              |
| Недействительны                        | Недействительны        | 4 387                      |                     |
| Испорчены                              | Испорчены              | 98                         |                     |
| Утрачены                               | Утрачены               | 17                         |                     |
| Всего (явка 52,46 %)                   | Всего (явка 52,46 %)   | 224 052                    | 100 %               |

26 декабря 2011 года Центральная избирательная комиссия Приднестровской Молдавской Республики признала Шевчука Евгения Васильевича избранным Президентом Приднестровской Молдавской Республики, получившим при голосовании большее число голосов избирателей, принявших участие в голосовании по отношению к числу голосов избирателей, поданных за зарегистрированного кандидата в Президенты Приднестровской Молдавской Республики Каминского Анатолия Владимировича и утвердила итоговой протокол о результатах выборов Президента Приднестровской Молдавской Республики.

## Галерея
- Общественная приёмная Игоря Смирнова
- Предвыборный штаб Е.Шевчука
- Общественная приёмная Смирнова И.Н.
- Агитация на машине